# 梁州彥 (萬曆癸丑進士)
梁州彦（？—？），雲南鹤庆府軍籍，明朝政治人物。

## 生平
父親是梁光祖。梁州彦与同鄉人杨抡關係友好。万历三十四年（1606年）梁州彦考中丙午科云南乡试举人，万历四十一年（1613年）考中癸丑科進士，後來擔任新繁县知縣，後來被調至华阳當官。本欲致仕，卒。

## 家族
子梁甲壮，是崇祯六年的癸酉科解元。